# علم السماء والعالم
علم السماء والعالم هو من أصول الطبعي وهو علم يبحث فيه عن أحوال الأجسام التي هي أركان العالم وهي السموات وما فيها والعناصر الأربعة من حيث طبائعها وحركاتها ومواضعها وتعرف الحكمة في صنعها وترتيبها وموضوعه الجسم المحسوس ومن حيث هو معرض للتغير في الأحوال والثبات فيها ويبحث فيه عما يعرض له من حيث هو كذلك وقيد الحيثية احترازا عن علم الهيئة.